# Jaskółki (powiat grodziski)
Jaskółki – wieś w Polsce położona w województwie wielkopolskim, w powiecie grodziskim, w gminie Kamieniec. Rzeka Mogilnica oddziela wieś od Karczewa.

## Historia
Miejscowość historycznie należy do Wielkopolski. Ma metrykę średniowieczną i istnieje co najmniej od XV wieku. Wymieniona po raz pierwszy w dokumencie z 1411 pod nazwą „Jasthkulky", i dalej w 1422 "Iaskulki", 1530 "Jaskolki", 1548 "Jaskolski", 1569 "Jaskołki" .
Była wsią szlachecką należącą do szlachty wielkopolskiej. Została odnotowana w historycznych dokumentach prawnych, własnościowych i podatkowych. O wieś toczyły się wielokrotnie spory własnościowe przez co wiele razy zmieniali się właściciele. W 1411 dokumenty odnotowały proces sądowy Wincentego Jastkulca z Wawrzyńcem Granowskim o 1,5 dziedziny Jaskółki. W 1412 toczył się kolejny proces pomiędzy W. Granowskim, a Dorotą niegdyś dziedziców wsi. Sąd przyznał wówczas prawa własnościowe Wawrzyńcowi Granowskiemu. Słownik historyczno-geograficzny województwa poznańskiego w średniowieczu wymienia szereg innych procesów sądowych o własność wsi .
W okresie Wielkiego Księstwa Poznańskiego (1815–1848) miejscowość wzmiankowana jako Jaskółki należała do wsi większych w ówczesnym pruskim powiecie Kosten rejencji poznańskiej. Jaskółki należały do okręgu wielichowskiego tego powiatu i stanowiły część majątku Karczew (dziś Karczewo), który należał wówczas do Mikołaja Mielżyńskiego. W skład majątku Karczew wchodziły wówczas także: folwark Plastowo, Wołkowo i Łęki Wielkie. Według spisu urzędowego z 1837 roku Jaskółki liczyły 190 mieszkańców, którzy zamieszkiwali 17 dymów (domostw).
Pod koniec XIX wieku Jaskółki nadal należały do pruskiego powiatu kościańskiego i liczyły 22 gospodarstwa i 153 mieszkańców, bez wyjątku wyznania katolickiego. Folwark Jaskółki, liczący 6 domostw należał do majątku Karczewo.
W latach 1975–1998 miejscowość należała administracyjnie do województwa poznańskiego. W 1988 Jaskółki liczyły 144 mieszkańców, w 2011: 135.
W rejestrze zabytków nieruchomych nie zarejestrowano żadnych obiektów w Jaskółkach (stan na 2014).